# حي أول مايو (الشيخ عثمان)
حي أول مايو هو أحد أحياء مديرية الشيخ عثمان في محافظة عدن اليمنية. يبلغ تعداد سكانه 56641 نسمة حسب التعداد السكاني في اليمن لعام 2004.